# Baronía de Güell
La baronía de Güell es un título nobiliario español creada por el rey Alfonso XIII en favor de Santiago Güell y López, hijo de Eusebi Güell i Bacigalupi —I conde de Güell—, mediante real decreto del 19 de mayo de 1911 y despacho expedido el 22 de julio del mismo año.

## Barones de Güell
|                           | Titular                          | Periodo                   |
| Creación por Alfonso XIII | Creación por Alfonso XIII        | Creación por Alfonso XIII |
| ------------------------- | -------------------------------- | ------------------------- |
| I                         | Santiago Güell y López           | 1911-1954                 |
| II                        | Adela Güell y Ricart             | 1956-1986                 |
| III                       | Victoria Ybarra y Güell          | 1986-2022                 |
| IV                        | Victoria Adela de Oriol e Ibarra | 2023-actual titular       |

## Historia de los barones de Güell
- Santiago Güell y López (San Sebastián, 29 de octubre de 1883-2 de agosto de 1954), I barón de Güell.[3]

Casó el 14 de enero de 1910, en Barcelona, con María de las Mercedes Ricart y Roger (n. 1887), hija de los marqueses de Santa Isabel. El 23 de marzo de 1956 le sucedió su hija:
- Adela Güell y Ricart (m. 9 de enero de 2010),[5] II baronesa de Güell.[1]

Casó con Pedro Ybarra Mac-Mahón (m. 1993), III marqués de Mac-Mahón. El 12 de marzo de 1986, previa orden del 21 de enero del mismo año para que se le expida la correspondiente carta de sucesión (BOE del 3 de febrero), le sucedió su hija:
- Victoria Ybarra y Güell (m. 12 de julio de 2022), III baronesa de Güell.[6][4]

Casó con Iñigo de Oriol e Ybarra (m. 2011). Sucedió su hija:
- Victoria Adela de Oriol e Ibarra, IV baronesa de Güell.[8]